# Italia Ricci
Stephanie Italia Ricci (Richmond Hill, 29 ottobre 1986) è un'attrice canadese.

## Carriera
Di origini italiane, studia alla Queen's University in Canada ed esordisce nel mondo del cinema hollywoodiano con il film American Pie Presents: Beta House dove interpreta il ruolo di Laura Johnson.

## Vita privata
Dopo 8 anni di fidanzamento, il 15 ottobre 2016 si è sposata con l'attore Robbie Amell da cui ha avuto un figlio il 12 settembre 2019.

## Filmografia

### Cinema
- American Pie Presents: Beta House (American Pie Presents: Beta House), regia di Andrew Waller (2007)
- The Death of Indie Rock, regia di Rob Fitl (2008)
- Valediction, regia di Dustin Kahia – cortometraggio (2011)
- Don Jon, regia di Joseph Gordon-Levitt (2013)
- Dean Slater: Resident Advisor, regia di Colin Sander (2013)
- The Remaining - Il giorno è giunto (The Remaining), regia di Casey La Scala (2014)

### Televisione
- Aaron Stone – serie TV, 5 episodi (2009)
- How I Met Your Mother – serie TV, episodio 4x17 (2009)
- Dr. House - Medical Division (House, M.D.) – serie TV, episodio 5x22 (2009)
- Greek - La confraternita (Greek) – serie TV, episodio 2x19 (2009)
- Secret Girlfriend – serie TV, 6 episodi (2009)
- National Museum - Scuola di avventura (Unnatural History) – serie TV, 13 episodi (2010)
- CSI - Scena del crimine (CSI: Crime Scene Investigation) – serie TV, episodio 13x06 (2012)
- Chasing Life – serie TV, 34 episodi (2014-2015)
- Ricordi mortali (Fatal Memories), regia di Farhad Mann – film TV (2015)
- Supergirl – serie TV, 5 episodi (2016)
- Quando sboccia l'amore, regia di W.D. Hogan – film TV (2016)
- Designated Survivor – serie TV, 43 episodi (2016-2019)
- Rome in Love, regia di Eric Bross – film TV (2019)
- Amore a Winterland  – film TV (2020)
- The Good Doctor - serie TV, episodio 4x15 (2021)
- The Imperfects - serie TV, 10 episodi (2022)

## Doppiatrici italiane
Nelle versioni in italiano delle opere in cui ha recitato, Italia Ricci è stata doppiata da:
- Francesca Manicone in Chasing Life, Designated Survivor, The Good Doctor, The Imperfects
- Benedetta Ponticelli in National Museum - Scuola di avventura, Amore a Winterland
- Daniela Fava in How I Met Your Mother
- Ilaria Latini in Ricordi mortali
- Letizia Ciampa in Supergirl